# 斯坦科姆-威爾斯冰川
75°18′S 19°0′W / 75.300°S 19.000°W
斯坦科姆-威爾斯冰川（英語：Stancomb-Wills Glacier）是南極洲的冰川，發源自毛德皇后地西部，最終在利丹島以南注入威德爾海東部，該冰川在1967年11月5日由美國海軍發現。